# Августа (Защук)
Схимонахиня Августа (в миру Лидия Васильевна Защук, урождённая Казнакова); 2 июля 1871 — 8 января 1938) — преподобномученица, новомученица, основательница и первая заведующая музеем «Оптина пустынь», игумения Русской православной церкви, настоятельница подпольного Казанского монастыря в городе Белёве Тульской области.
Владела шестью иностранными языками, обладала литературным дарованием и в петербургский период своей жизни занималась журналистикой.

## Биография
Родилась в Санкт-Петербурге в семье потомственного дворянина, тайного советника Василия Казнакова и была названа по имени матери, дочери штабс-капитана Лидии Главацкой.
1 сентября 1880 года была зачислена в 7-й класс Александровского Смольного института, который закончила 30 мая 1887 года в составе 55-го выпуска.
В это время Лидия вышла замуж за Всеволода Защука, с которым расстались в 1906 году, но общение между собой не прекратили.
В начале 1900-х годов работала на Адмиралтейском судостроительном заводе младшим делопроизводителем и переводчиком.
В начале революции 1917 года Лидия Защук работала в Городской думе Петрограда по выдаче промысловых свидетельств.
После революции перебралась в Козельск и Оптину пустынь, где ещё застала некоторых из оптинских старцев, в том числе преподобного Нектария Оптинского. После переезда в Козельск Лидия около полутора лет трудилась в совхозе счетоводом по выдаче хлеба.
В декабре 1919 года основала и начала работать в оптинском музее. 20 июня 1920 года была назначена на должность заведующей музеем, которую она занимала до 1924 года. Её помощником (заместителем заведующей музеем) был преподобноисповедник Агапит (Таубе).
В период изъятия церковных ценностей неоднократно была арестована за препятствование их изъятию из музея «Оптина пустынь». Так, в 1924 году ей были предъявлены обвинения, что с её ведома в музее проводились богослужения, не выселялись монахи из монастыря, оказывалась помощь нуждающимся монахам, в том числе в трудоустройстве их в штат музея. В результате она была лишена поста заведующей музеем и отпущена под подписку о невыезде.
После увольнения с основной работы подрабатывала частными уроками иностранных языков.
17 июня 1927 года последовал очередной арест. 19 декабря 1927 года была приговорена к трём годам лишения прав проживания в отдельных местах. После ссылки вернулась в город Белёв.
В начале 1930-х годов епископ Игнатий (Садковский) организовал в Белёве подпольный женский монастырь при Казачьей церкви (Николая Чудотворца). По благословению епископа Игнатия его брат епископ Георгий (Садковский) совершил пострижение Лидии Защук в монашество с наречением имени Августа. В 1934 году им же матушка была посвящена в схиму и назначена игуменией подпольного женского монастыря.
16 декабря 1937 года вместе с последним настоятелем Оптиной пустыни схиархимандритом Исаакием (Бобраковым) была арестована за организацию подпольного монастыря «тихоновской ориентации». 
При аресте была подвержена допросу, длившемуся 16 суток, во время которого ей не разрешали ни спать, ни даже садиться, когда же она падала от изнеможения её обливали холодной водой. Несмотря на пытки, она так не назвала имён сестер монастыря, а также не дала показаний относительно деятельности монастыря. 25 декабря 1937 года на игуменью было составлено обвинительное заключение.
Тройкой при Управлении НКВД по Тульской области 30 декабря 1937 года приговорена к расстрелу. Была расстреляна в Туле 8 января 1938 году, в день Собора Пресвятой Богородицы. Одновременно с ней по делу епископа Никиты (Прибыткова) были расстреляны: последний настоятель Оптиной пустыни Исаакий (Бобриков), иеродиакон Вадим (Антонов), послушники Григорий Ларин и Даниил Пятибрат, послушницы Мария Лактионова и Аграфена Лесина.
Августа (Защук) была похоронена в братской могиле на 162-м километре Симферопольского шоссе в Тесницком лесу под Тулой.